# John Roemer
John E. Roemer (Washington D.C., 1 februari 1945) is een Amerikaans econoom en politicoloog. Hij werd in 2000 aangesteld als professor politicologie en economie aan de Yale universiteit. Hij werkte, voor naar Yale te gaan, op de faculteit van economie aan de universiteit van California. Hij is getrouwd met Nastaha Roemer en leeft in New York.
Roemer studeerde summa cum laude af in de wiskunde aan de Harvard universiteit in 1966 en zette deze studie verder aan de Universiteit van Californië - Berkeley, waar hij in de problemen kwam door zijn politiek activisme tijdens de Vietnamoorlog. Uiteindelijk zal hij toch in 1974 zijn diploma in de economie halen te Berkeley.

## Werk
Roemer is vooral bekend door zijn werk op vlak van de economische filosofie en politieke filosofie. De laatste jaren richt hij zich vooral op het onderwerp van gelijke kansen. In zijn boek Equality of Opportunity betoogt hij dat de maatschappij de noodzakelijke acties moet ondernemen om ervoor te zorgen dat de economische kansen van een individu los staan van eigenschappen zoals ras, geslacht en de economische klasse waarin men is geboren. Iemands welvaart moet volgens Roemer enkel afhangen van iemands eigen verwezenlijkingen. In een ander werk, Democracy, Eduaction and Equality, stelt Roemer dat de democratie als politiek mechanisme niet kan garanderen, zelfs niet op lange termijn, dat de kansen en de welvaart van een individu onafhankelijk blijven van de opleiding van zijn of haar ouders. Iets als democratie alleen kan er dus niet voor zorgen dat dit princnipe van gelijke kansen verwezenlijkt wordt.
Roemer was ook vroeger in zijn carrière gekend als analytisch marxist, en was zelfs een van de stichters van deze school, samen met Gerald Allen Cohen en Jon Elster. Zijn vroege werken zoals Analytical Foundations of Marxian Economic Theory, A General Theory of Exploitation and Class, Value Exploitation and Class en Free to Lose: An Introduction to Marxian Economic Philosophy tonen zijn sterke interesse voor de linkse economische filosofie en zijn sterke interesse voor de speltheoretische en micro-economische fundering van dit marxisme.
Roemer heeft ook verscheidene nieuwe theorieën ontwikkeld op vlak van de politieke economie. In zijn boek Political Competition betoogt hij dat het traditionele Downsiaanse model van politieke competitie onbevredigend is omdat het nog vele vragen openlaat, zoals waarom de armen de rijken niet onteigenen in democratieën. In een model met meerdere dimensies gaat het Nash-evenwicht niet op, stelt Roemer, en dus zonder extra theoretische modellen is het onmogelijk om te voorspellen welk beleid partijen gaan voeren. Roemer stelt hier een alternatief tegenover, waarbij de politieke onderdelen van politieke partijen (zoals de militanten, de opportunisten en de hervormers) het unaniem eens moeten zijn om af te wijken van een bepaald beleid, vooraleer dat beleid niet in dit evenwicht wordt opgenomen. Roemer heeft dit alternatief gebruikt voor het bestuderen van fenomenen zoals het racisme en xenofobie bij stemmers.